# Phyllostachys robustiramea
Phyllostachys robustiramea är en gräsart som beskrevs av Shao Yun Chen och C.Y.Yao. Phyllostachys robustiramea ingår i släktet Phyllostachys och familjen gräs. Inga underarter finns listade i Catalogue of Life.